# Секелаг
Секелаг (ивр. צִקְלַג‎ Циклаг) — библейский город-форт, который принадлежал филистимлянам (гефскому правителю Анхусу), но затем был отдан во владение Давиду (1Цар. 27:6). В окрестностях города обиталo кочевое племя амаликитян. Книга Царств повествует, как ополчению амаликитян удалось сжечь город (1Цар. 30:1), а жителей увести в плен.
Предпринимаются попытки отождествить Секелаг с городом Халуца.
9 июля 2019 года в СМИ появились сообщения о том, что международная команда археологов во главе с профессором Йосефом Гарфинкелем из Еврейского университета с 2015 проводила раскопки в Хирбет аль-Раи на юге Израиля, на месте площадью около тысячи квадратных метров. Как заявили исследователи, они обнаружили поселение времён царя Давида (начало X века до нашей эры), которое предположительно можно идентифицировать как руины древнего города Секелаг.
Он сыграл роль крепости при набегах гешуритов, гирзитов и амаликитян. Впоследствии амаликитяне разрушили и сожгли город, а население было ими порабощено.